# Henry Louis Gates
Pour les articles homonymes, voir Gates.
Henry Louis Gates Jr., né le 16 septembre 1950 à Keyser, dans l'État de la Virginie-Occidentale est un universitaire, historien, directeur de publication, encyclopédiste, essayiste, réalisateur de télévision américain spécialisé dans l'histoire et la culture afro-américaine. C'est une des figures majeures des African-American studies avec John Hope Franklin, ses études sur l'histoire des Afro-Américains lui ont valu de multiples prix et distinctions.

## Biographie

### Jeunesse et formation
Henry Louis Gates Jr. est né à Keyser à l'est de la ville minière de Piedmont. Il est le cadet des deux fils de Pauline Augusta Coleman et Henry Louis Gates, Sr. Son frère aîné, Paul Edward dit « Rocky », est né en 1945. Son nom de naissance est Louis Smith Gates, en grandissant il s'est mis à détester le prénom de Smith et en 1979, il a réussi à faire changer ce prénom par Henry et ainsi se faire appeler Henry Louis Gates. Henry a été élevé dans la fierté de ses origines qui remontent à John Redman, un Afro-Américain qui a participé à la guerre d'Indépendance des États-Unis en passant par John R. Clifford qui combattu dans les forces armées de l'Union durant la guerre de Sécession. Tout comme son frère, il a un surnom « Skippy »,,,.
Henry Louis Gates Jr. grandit dans un État ségrégationniste, la Virginie-Occidentale, où sévissent encore les lois Jim Crow. Il découvre les endroits réservés aux Blancs. Avec étonnement, il assiste aux discussions entre Afro-Américains de sa communauté qui font des différences sur l'intensité de la couleur noire de la peau créant une hiérarchie entre eux, où celui qui est de couleur mat serait en haut de celle-ci, au point que certains se font blanchir la peau. Les mêmes débats touchaient également les cheveux, où il était de bon ton de se faire aplatir les cheveux crépus.
Comme tous les enfants américains, Henry Louis Gates Jr. regarde les séries télévisées où tous les acteurs sont blancs, évoluent dans des milieux où les Noirs sont absents et dans des conditions matérielles inaccessibles pour la plus grande majorité des Afro-Américains. Mais dans les années 1950, la RKO diffuse la sitcom Amos 'n' Andy qui est la première série télévisée qui se déroule au sein de la communauté afro-américaine. Même si la série diffuse stéréotypes sur les Noirs, il demeure que pour Henry Louis Gates Jr. c'est l'occasion de voir des médecins, des hommes d'affaires, des enseignants, des juges, des avocats afro-américains. Il écoute également à la radio les programmes qui diffusent des chanteurs afro-américains comme Nat King Cole, The Platters, Howlin' Wolf, Big Joe Turner, etc. Cela forge en lui la conviction que les Afro-Américains ont une culture spécifique et peuvent former une élite aussi brillante que celle des Blancs,,.
Ses premiers souvenirs d'enfance sont marqués, entre autres, par l'assassinat d'Emmett Till par deux Blancs en 1955 et par l'épisode des Neuf de Little Rock en 1957 qui est une étape majeure de la déségrégation sur l'ensemble des États-Unis après les arrêts de la Cour suprême Brown v. Board of Education de 1954 et 1955 déclarant la ségrégation raciale inconstitutionnelle dans les écoles publiques, événements qui ouvrent la porte à changement social majeur de la société américaine.
En 1956, grâce à l'arrêt  Brown v. Board of Education ,Henry Louis Gates Jr. peut faire ses études primaires à la Davis Free Elementary School qui auparavant était réservée aux seuls Blancs. Malgré les rebuffades que son frère et lui doivent supporter de la part des élèves blancs, il persévère dans son application scolaire, il est encouragé par ses enseignants et quand il passe les épreuves de fin d'études primaires il donne 489 bonnes réponses sur 500. Durant ses études primaires il fait l'expérience du racisme par deux fois, il avait pour meilleure amie, une autre élève Linda Hamilton, une Blanche, lors d'une fête scolaire où l'on demande à chacune des filles quel est le meilleur camarade Linda répond Henry, ce qui a provoqué une rire général et des moqueries envers elle ; la deuxième expérience est le refus qu'il soit présenté au Golden Horseshoe Award, prix que le gouverneur de la Virginie occidentale décernait aux meilleurs élèves du primaire, parce qu'il est noir malgré les résultats qui le permettaient.
À ses quatorze ans, Henry Louis Gates Jr. annonce sa volonté de rejoindre l'Église épiscopale méthodiste africaine . Cette conversion suscite la désapprobation de son père, alors que sa mère l'encourage. Fort de sa conversion, il se rend devant les portes de l'église et y annonce publiquement sa volonté de conversion ; son appel est entendu, il est invité à lire le passage concernant sa volonté dans le Livre des rites méthodiste. Henry Louis Gates Jr. devient un membre actif de la paroisse de l'Église épiscopale méthodiste africaine de Keyser.
Au même âge, il est victime d'une blessure au genou droit lors d'un match de football américain, blessure mal soignée sur le moment notamment à cause de sa mère qui n'avait pas pris au sérieux sa blessure disant aux médecins que c'était « psychosomatique » ; le mal s'est amplifié, il subit l'année d'après trois opérations chirurgicales, on a dû raccourcir sa jambe droite, ce qui fait qu'il devra marcher toute sa vie avec une canne et mettre une chaussure orthopédique. D'après lui, il est probable que ce handicap est lié à la négligence des chirurgiens blancs, qui auraient tout fait pour éviter un raccourcissement de la jambe s'il s'était agi d'un blanc. Il s'ensuit un épisode dépressif où il sera accompagné par sa mère qui l'aidera à s'en sortir. Il écrira cette épreuve dans son essai Giant Steps édité en 1992,.
Après ses études secondaires, Henry Louis Gates Jr. est accepté  par le Clare College de Cambridge dans l'État du Massachusetts . Il y rencontre l'écrivain nigérian Wole Soyinka qui donne une conférence sur la littérature africaine, celui-ci l'invite à étudier la littérature afro-américaine. Henry Louis Gates Jr. demande à son référent universitaire s'il pourrait rédiger une thèse ayant pour thème la littérature noire, son référent lui répond : « Dites-moi monsieur ... c'est quoi la littérature noire ? », à cette question il répond « avec une bibliographie exhaustive d'ouvrages dont les auteurs sont noirs » . Faisant fi des préjugés envers la littérature noire, Henry Louis Gates Jr. persévère dans son projet d'investigation sur la littérature noire. En 1977, il se lie d'amitié avec le professeur John Holloway (poet) (en), ce dernier lui recommande de découvrir les critiques littéraires russes, français, britanniques, américain pour lui permettre de théoriser la littérature noire et afro-américaine.

### Carrière
En parallèle de ses études, en octobre 1975, il est engagé comme secrétaire au département d'études afro-américaines de l'université Yale. En juillet 1976, Henry Louis Gates Jr. est promu au poste de maître de conférences en études afro-américaines, étant entendu qu'il sera promu professeur adjoint à l'issue de sa thèse de doctorat. Nommé conjointement professeur adjoint de littérature anglaise et d'études afro-américaines en 1979, après avoir obtenu son doctorat cette année-là au Clare College. Gates est promu professeur associé en 1984. En 1984, Henry Louis Gates Jr. est recruté par l'université Cornell, qui lui propose une titularisation ; il demande à l'université Yale si l'université est prête à s'aligner sur l'offre de Cornell, mais l'université refuse. Henry Louis Gates Jr. accepte l'offre de Cornell en 1985 et y enseigne jusqu'en 1989.
Ensuite, après un séjour de deux ans à l'université Duke, il est recruté par l'université Harvard en 1991. À Harvard, Gates donne des cours de premier et de deuxième cycle en tant que professeur d'université titulaire de la chaire Alphonse Fletcher, une chaire dotée à laquelle il a été nommé en 2006, et en tant que professeur de littérature anglaiss. Il devient également directeur du Hutchins Center for African and African American Research (en) (Centre Hutchins pour la recherche africaine et afro-américaine).
En tant que théoricien et critique littéraire, Henry Louis Gates Jr. combine les techniques littéraires de déconstruction avec les traditions littéraires africaines. Il s'appuie sur le structuralisme, le post-structuralisme et la sémiotique pour analyser les textes et évaluer les questions de politique identitaire. En tant qu'intellectuel noir et personnalité publique, Henry Louis Gates Jr. critique ouvertement le canon littéraire eurocentrique. Il insiste sur le fait que la littérature noire doit être évaluée selon les critères esthétiques de sa culture d'origine, et non selon des critères importés de traditions culturelles occidentales ou européennes qui expriment une « surdité à la voix de la culture noire » et aboutissent à un « racisme intellectuel ». Dans son principal ouvrage scientifique, The Signifying Monkey, qui a remporté l'American Book Award en 1989, Henry Louis Gates Jr. exprime ce qui pourrait constituer une esthétique culturelle afro-américaine. L'ouvrage étend l'application du concept de signifyin à l'analyse des œuvres afro-américaines. Ce concept fait référence à la signification des mots qui est basée sur le contexte et qui n'est accessible qu'à ceux qui partagent les valeurs culturelles d'une communauté de parole donnée. Son travail enracine la critique littéraire afro-américaine dans la tradition vernaculaire afro-américaine[.
Il œuvre plutôt en faveur d'une plus grande reconnaissance des œuvres noires et de leur intégration dans un ensemble plus large et pluraliste. Il affirme la valeur de la tradition occidentale. « Il ne fait aucun doute que les textes blancs informent et influencent les textes noirs (et vice versa), de sorte qu'un ensemble de littérature américaine parfaitement intégré n'est pas seulement solide sur le plan politique, mais aussi sur le plan intellectue ».
Henry Louis Gates Jr. affirme qu'une éducation séparatiste et afro-centrée perpétuerait les stéréotypes racistes. Il soutient qu'il est « ridicule » de penser que seuls les Noirs devraient être des spécialistes de la littérature africaine et afro-américaine. « C'est aussi ridicule que si quelqu'un disait que je ne peux pas apprécier Shakespeare parce que je ne suis pas anglo-saxon. Je pense que c'est vulgaire et raciste, que cela sorte de la bouche d'un Noir ou d'un Blanc ». Avec cette position intermédiaire, Henry Louis Gates Jr. est critiqué par les uns et les autres. Il est considéré par certains critiques comme trop conciliant avec la culture blanche dominante . Henry Louis Gates Jr. a été ainsi critiqué par John Henrik Clarke, Molefi Kete Asante et Maulana Karenga,,. En tant qu'historien de la littérature attaché à la préservation et à l'étude des textes historiques, Henry Louis Gates Jr. a joué un rôle essentiel dans le Black Periodical Literature Project, une archive numérique de journaux et de magazines noirs créée avec l'aide financière du National Endowment for the Humanities (NEH).
Plus anecdotique mais peut-être significatif de la vie des Afro-Américains aux États-Unis, le 16 juillet 2009, après un voyage, Henry Louis Gates Jr. Gates est rentré chez lui à Cambridge (Massachusetts), près de Harvard Square, et a constaté que la porte d'entrée était bloquée. Son chauffeur de taxi a tenté de l'aider à entrer. Un passant a appelé la police, signalant une possible effraction après avoir décrit au téléphone « un individu » en train de forcer la porte d'entrée. Des policiers de Cambridge ont été dépêchés sur les lieux. À l'issue de la confrontation, Gates a été arrêté et inculpé de trouble à l'ordre public. Les procureurs ont par la suite abandonné les poursuites. L'incident a donné lieu à un échange de vues entre politiques sur les relations raciales et le maintien de l'ordre dans l'ensemble des États-Unis. L'arrestation a attiré l'attention nationale après que le président américain Barack Obama a déclaré de manière controversée que la police de Cambridge avait « agi stupidement » en arrêtant Gates, âgé de 59 ans,.

### Vie privée
En 1979, il épouse Sharon Lynn Adams. Le couple donne naissance à deux filles, Maggie et Elizabeth,.

## Œuvres

### Essais
- Figures in Black : Words, Signs, and the "racial" Self, New York, Oxford University Press, USA, 16 juillet 1987, rééd. 30 novembre 1989, 360 p. (ISBN 9780195060744, lire en ligne)[28],[29],
- The Signifying Monkey : A Theory of African-American Literary Criticism, New York, Oxford University Press, USA, 1988, rééd. 1989, 2014, 324 p. (ISBN 9780195060751, lire en ligne)[29],
- The Third World Of Theory, Oxford University Press, USA, 1 mars 1992, rééd. 1 mars 2004, 180 p. (ISBN 9780198123842),
- Loose Canons : Notes on the Culture Wars, New York, Oxford University Press, USA, 30 avril 1992, rééd. 20 mai 1993, 232 p. (ISBN 9780195083507, lire en ligne),
- Colored People : A Memoir, New York, Knopf  (Distribué par Random House), 10 mai 1994, 248 p. (ISBN 9780679421795, lire en ligne)[30],
- Co-écrit avec , Cornel West, The Future of the Race, New York, A.A. Knopf (distribué par Random House), 26 mars 1996, rééd. 14 janvier 1997, 232 p. (ISBN 9780679444053, lire en ligne),
- Thirteen Ways of Looking at a Black Man, Vintage, 21 janvier 1997, rééd. 3 février 1998, 256 p. (ISBN 9780679776666),
- Wonders of the African World (photogr. Lynn Davis), New York, Knopf, 5 octobre 1999, rééd. 16 janvier 2001, 296 p. (ISBN 9780375709487, lire en ligne),
- The African-American Century : How Black Americans Have Shaped Our Country, Free Press, 13 novembre 2000, 414 p. (ISBN 9780684864143),
- The Trials of Phillis Wheatley : America's First Black Poet and Her Encounters with the Founding Fathers, New York, Civitas Books, 15 avril 2003, 152 p. (ISBN 9780465027293, lire en ligne),
- In Search Of Hannah Crafts : Critical Essays On The Bondwoman's Narrative, Civitas Books, 24 décembre 2003, 480 p. (ISBN 9780465027149),
- America Behind The Color Line : Dialogues with African Americans, New York, Warner Books, 7 janvier 2004, 472 p. (ISBN 9780446532730, lire en ligne),
- Finding Oprah's Roots : Finding Your Own, New York, Crown Publishers (réimpr. 2017) (1re éd. 2007), 200 p. (ISBN 9780307382382, OCLC 76140665, lire en ligne)
- In Search of Our Roots, Crown, 27 décembre 2008, rééd. 27 janvier 2009, 448 p. (ISBN 9780307382405),
- Faces of America : How 12 Extraordinary People Discovered Their Pasts, New York, New York University Press, 6 juillet 2010, 296 p. (ISBN 9780814732649, lire en ligne),
- Tradition and the Black Atlantic : Critical Theory in the African Diaspora, New York, Civitas Books, 14 juillet 2010, 232 p. (ISBN 9780465014101, lire en ligne),
- Black in Latin America, New York, New York University Press, 22 juillet 2011, 270 p. (ISBN 9780814732984),
- Co-écrit Yacovone et Donald Yacovone, The African Americans : Many Rivers to Cross, SmileyBook, 1 septembre 2012, rééd. 1er octobre 2013, 320 p. (ISBN 9781401935146, lire en ligne),
- Life Upon These Shores : Looking at African American History, 1513-2008, Knopf, 22 novembre 2011, rééd. 29 octobre 2013, 512 p. (ISBN 9780307476852),
- 100 Amazing Facts About the Negro, Pantheon, 1 avril 2014, rééd. 24 octobre 2017, 496 p. (ISBN 9780307908711),
- Finding Your Roots : The Official Companion to the PBS Series, University of North Carolina Press, 15 septembre 2014, 330 p. (ISBN 9781469618005),
- And Still I Rise : Black America Since MLK, New York, Ecco, 27 octobre 2015, 344 p. (ISBN 9780062427007, lire en ligne),
- Finding Your Roots, Season 2 : The Official Companion to the PBS Series, University of North Carolina Press, 8 février 2016, 440 p. (ISBN 9781469626185),
- Dark Sky Rising : Reconstruction and the Dawn of Jim Crow, Scholastic Nonfiction, 29 janvier 2019, 240 p. (ISBN 9781338262049),
- Stony the Road : Reconstruction, White Supremacy, and the Rise of Jim Crow, Penguin Press, 2 avril 2019, 296 p. (ISBN 9780525559535),
- The Black Church : This Is Our Story, This Is Our Song, Penguin Press, 16 février 2021, 320 p. (ISBN 9781984880338),

### Articles

#### Années 1975-1989
- « Black London », The Antioch Review, vol. 34, no 3,‎ printemps 1976, p. 300-317 (18 pages) (lire en ligne ),
- « The "Blackness of Blackness": A Critique of the Sign and the Signifying Monkey », Critical Inquiry, vol. 9, no 4,‎ juin 1983, p. 685-723 (39 pages) (lire en ligne ),
- « Editor's Introduction: Writing "Race" and the Difference It Makes », Critical Inquiry, vol. 12, no 1,‎ automne 1985, p. 1-20 (20 pages) (lire en ligne ),
- « Talkin' That Talk », Critical Inquiry, vol. 13, no 1,‎ automne 1986, p. 203-210 (8 pages) (lire en ligne ),
- « The Black Person in Art: How Should S/He Be Portrayed? », Black American Literature Forum, vol. 21, nos 1/2,‎ printemps-été 1987, p. 3-24 (22 pages) (lire en ligne ),
- « The Black Person in Art: How Should S/He Be Portrayed? (Part II) », Black American Literature Forum, vol. 21, no 3,‎ automne 1987, p. 317-332 (16 pages) (lire en ligne ),
- « Authority, (White) Power and the (Black) Critic; It's All Greek to Me », Cultural Critique, no 7,‎ automne 1987, p. 19-46 (28 pages) (lire en ligne ),
- « The Black Person in Art: How Should S/He Be Portrayed? (Part II) », Black American Literature Forum, vol. 21, no 3,‎ automne 1987, p. 317-332 (16 pages) (lire en ligne ),
- « "What's Love Got to Do with It?": Critical Theory, Integrity, and the Black Idiom », New Literary History, vol. 18, no 2,‎ hiver 1987, p. 345-362 (18 pages) (lire en ligne ),
- « In Her Own Write », The Threepenny Review, no 33,‎ printemps 1988, p. 11-12 (2 pages) (lire en ligne ),
- « Introduction », Black American Literature Forum, vol. 22, no 3,‎ automne 1988, p. 421-424 (4 pages) (lire en ligne ),
- « The Trope of a New Negro and the Reconstruction of the Image of the Black », Representations, no 24,‎ automne 1988, p. 129-155 (27 pages) (lire en ligne ),
- « Postmortem for a Death... », Black American Literature Forum, vol. 22, no 4,‎ hiver 1988, p. 787-803 (17 pages) (lire en ligne ),
- « Jay Saunders Redding, 1906-1988: A Eulogy », Black American Literature Forum, vol. 22, no 4,‎ hiver 1988, p. 805-809 (5 pages) (lire en ligne ),
- « Significant Others », Contemporary Literature, vol. 29, no 4,‎ hiver 1988, . 606-623 (18 pages) (lire en ligne ),

#### Années 1990- 1999
- « Introduction: "Tell Me, Sir,... What Is 'Black' Literature?" », PMLA, vol. 105, no 1,‎ janvier 1990, p. 11-22 (12 pages) (lire en ligne ),
- « Censorship and Justice: On Rushdie and Soyinka », Research in African Literatures, vol. 21, no 1,‎ printemps 1990, p. 137-139 (3 pages) (lire en ligne ),
- Co écrit avec Spike Lee, « Final Cut », Transition, no 52,‎ 1991, p. 176-204 (29 pages) (lire en ligne ),
- « Critical Fanonism », Critical Inquiry, vol. 17, no 3,‎ printemps 1991, p. 457-470 (14 pages) (lire en ligne ),
- « Reply », American Literary History, vol. 3, no 4,‎ hiver 1991, p. 747-752 (6 pages) (lire en ligne ),
- « Good-Bye, Columbus? Notes on the Culture of Criticism », American Literary History, vol. 3, no 4,‎ hiver 1991, p. 711-727 (17 pages) (lire en ligne ),
- Co-écrit avec Spike Lee, « Generation X », Transition, no 56,‎ 1992, p. 176-190 (15 pages) (lire en ligne ),
- « Pluralism and Its Discontents », Profession,‎ 1992, p. 35-38 (4 pages) (lire en ligne ),
- « African-American Studies on the 21st  Century », The Black Scholar, vol. 22, no 3,‎ été 1992, p. 3-9 (7 pages) (lire en ligne ),
- « Beyond the Culture Wars: Identities in Dialogue », Profession,‎ 1993, p. 6-11 (6 pages) (lire en ligne ),
- Henry Louis Gates, Jr., Rhett S. Jones, Reginald Wilson, Ralph A. Austen, Eugene Victor Wolfenstein, Houston A. Baker et Ray Fleming, « Does Academic Correctness Repress Separatist or Afrocentrist Scholarship? », The Journal of Blacks in Higher Education, no 2,‎ hiver 1993-1994, p. 40-48 (9 pages) (lire en ligne ),
- Co écrit avec  Allen Hughes & Albert Hughes, « Blood Brothers », Transition, no 63,‎ 1994, p. 164-177 (14 pages) (lire en ligne ),
- « Academic Freedom and the Future of the University: Truth or Consequences: Putting Limits on Limits », Academe, vol. 80, no 1,‎ janvier-février 1994, p. 14-17 (4 pages) (lire en ligne ),
- « The Day when America Decided that Blacks were of a Species that Could Create Literature », The Journal of Blacks in Higher Education, no 5,‎ automne 1994, p. 50-51 (2 pages) (lire en ligne ),
- « A Response: Multiculturalism & its Discontents », The Black Scholar, vol. 24, no 1,‎ hiver 1994, p. 16-17 (2 pages) (lire en ligne ),
- « Affirmative Reaction », Transition, no 68,‎ 1995, p. 173-186 (14 pages) (lire en ligne ),
- « Wole Soyinka: Mythopoesis and the Agon of Democracy », The Georgia Review, vol. 49, no 1,‎ printemps 1995, p. 187-194 (8 pages) (lire en ligne ),
- « An Interview with Jacob Lawrence by Henry Louis Gates, Jr. », MoMA, no 19,‎ printemps 1995, p. 14-17 (4 pages) (lire en ligne ),
- « Joining the Black Overclass at Yale University », The Journal of Blacks in Higher Education, no 11,‎ printemps 1996, p. 95-100 (6 pages) (lire en ligne ),
- Co-écrit avec Nellie Y. McKay, « From Phillis Wheatley to Toni Morrison: The Flowering of African-American Literature », The Journal of Blacks in Higher Education, no 14,‎ hiver 1996-1997, p. 95-100 (6 pages) (lire en ligne ),
- « Ethics and Ethnicity », Bulletin of the American Academy of Arts and Sciences, vol. 51, no 1,‎ septembre - octobre 1997, p. 36-53 (18 pages) (lire en ligne ),
- « The Years of the Black Panthers at Yale University », The Journal of Blacks in Higher Education, no 17,‎ automne 1997, p. 104 (1 page) (lire en ligne ),
- « Harlem on Our Minds », Critical Inquiry, vol. 24, no 1,‎ automne 1997, p. 1-12 (12 pages) (lire en ligne ),
- « The Two Nations of Black America: The Best of Times, the Worst of Times », The Brookings Review, vol. 16, no 2,‎ printemps 1998, p. 4-7 (4 pages) (lire en ligne ),
- « Net Worth », The New Yorker,‎ 25 mai 1998 (lire en ligne ),
- Co-écrit avec Karen C. C. Dalton, « Josephine Baker and Paul Colin: African American Dance Seen through Parisian Eyes », Critical Inquiry, vol. 24, no 4,‎ été 1998, p. 903-934 (32 pages) (lire en ligne ),
- « The Perception of Black Literature as a Necessary Road to Membership in the Human Community », The Journal of Blacks in Higher Education, no 22,‎ hiver 1998-1999, p. 108-109 (2 pages) (lire en ligne ),
- Co-écrit avec Maria Wolff, « An Overview of Sources on the Life and Work of Juan Latino, the "Ethiopian Humanist" », Research in African Literatures, vol. 29, no 4,‎ hiver 1998-1999, p. 14-51 (38 pages) (lire en ligne ),

#### Années 2000-2009
- Co-écrit avec Kofi Annan, « Tricky Situation », Transition, no 86,‎ 2000, p. 110-125 (16 pages) (lire en ligne ),
- « W. E. B. Du Bois and the Encyclopedia Africana, 1909-63 », The Annals of the American Academy of Political and Social Science, vol. 568,‎ mars 2000, p. 203-219 (17 pages) (lire en ligne ),
- « A Preliminary Response to Ali Mazrui's Preliminary Critique of "Wonders of the African World" », The Black Scholar, vol. 30, no 1,‎ printemps 2000, p. 10-14 (5 pages) (lire en ligne ),
- « Preface », The William and Mary Quarterly, vol. 58, no 1,‎ janvier 2001, p. 3-5 (3 pages) (lire en ligne ),
- Co-écrit avec John Hope Franklin, « Race in America: Looking Back, Looking Forward », Bulletin of the American Academy of Arts and Sciences, vol. 55, no 1,‎ automne 2001, p. 42-49 (8 pages) (lire en ligne ),
- « Murder she wrote », Studies in the Novel, vol. 38, no 4,‎ hiver 2006, p. 543-546 (4 pages) (lire en ligne ),
- « Black Studies at the Crossroads », The Journal of Blacks in Higher Education, no 55,‎ printemps 2007, p. 58-64 (7 pages) (lire en ligne ),
- « Charles Twitchell Davis: The Seminal Scholar of the African-American Literary Tradition », The Journal of Blacks in Higher Education, no 56,‎ été 2007, p. 54-58 (5 pages) (lire en ligne ),
- « Reading "'Race', Writing, and Difference" », PMLA, vol. 123, no 5,‎ octobre 2008, p. 1534-1539 (6 pages) (lire en ligne ),
- « The Roots of Dr. Benjamin Carson: Johns Hopkins University's Renowned Neurosurgeon John B. Turner (1922-2009) », The Journal of Blacks in Higher Education, no 63,‎ printemps 2009, p. 56-63 (8 pages) (lire en ligne ),
- « Farewell, John Hope », The Journal of Blacks in Higher Education, no 64,‎ été 2009, p. 84-88 (5 pages) (lire en ligne ),

#### Années 2010-2019
- « Remembering Reverend Gomes », The New Yorker,‎ 1er mars 2011 (lire en ligne ),
- Co-écrit avec Elio Rodríguez Valdés & Alejandro de la Fuente, « Race and Racism in Cuban Art », Transition, no 108,‎ 2012, p. 33-51 (20 pages) (lire en ligne ),
- Co-écrit avec R. J. Ellis, « "Grievances at the treatment she received": Harriet E. Wilson's Spiritualist Career in Boston, 1868—1900 », American Literary History, vol. 24, no 2,‎ été 2012, p. 234-264 (31 pages) (lire en ligne ),
- « “An Unfathomable Place” », Transition, no 112,‎ 2013, p. 46-66 (22 pages) (lire en ligne ),
- Co-écrit avec Steve McQueen, « 12 Years a Slave », Transition, no 114,‎ 2014, p. 185-196 (12 pages) (lire en ligne ),
- Co-écrit avec David Adjaye & Mariane Ibrahim-Lenhardt, « Luminous City, Luminous Gallery », Transition, no 117,‎ 2015, p. 198-209 (12 pages) (lire en ligne ),
- « Frederick Douglass’s Camera Obscura: Representing the Antislave “Clothed and in Their Own Form” », Critical Inquiry, vol. 42, no 1,‎ automne 2015, p. 31-60 (30 pages) (lire en ligne ),
- « Frederick Douglass's Camera Obscura », Aperture, no 223,‎ été 2016, p. 25-29 (5 pages) (lire en ligne ),
- « Black London », The Antioch Review, vol. 76, no 4,‎ hiver 2017, p. 724-739 (16 pages) (lire en ligne ),

#### Années 2020-
- « On Race, and the Arts and Sciences », Bulletin of the American Academy of Arts and Sciences, vol. 75, no 4,‎ été 2022, p. 31-41 (11 pages) (lire en ligne ),

### Éditeur de la collectionCritical Perspectives Past and Present
- Henri Louis Gate &  Kwame Anthony Appiah (dir.), Alice Walker : Critical Perspectives Past and Present, New York, Amistad, distribué par Penguin USA, février 1993, 388 p. (ISBN 9781567430134, lire en ligne)
- Zora Neale Hurston : Critical Perspectives Past And Present, New York, Amistad (distribué par Penguin USA), 1 juin 1993, rééd. 11 février 2000, 358 p. (ISBN 9781567430288, lire en ligne),
- Toni Morrison : Critical Perspectives Past and Present, New York, Amistad Press, 1er juin 1993, 472 p. (ISBN 9781567430127, lire en ligne),
- Richard Wright : Critical Prespectives Past And Present, New York, Harper Paperback, 1 juillet 1993, rééd. 11 février 2000, 500 p. (ISBN 9781567430271, lire en ligne),
- Langston Hughes : Critical Perspectives Past And Present, New York, Harper Perennial, 1 juillet 1993, rééd. 11 février 2000, 276 p. (ISBN 9781567430295, lire en ligne),
- Gloria Naylor : Critical Perspectives Past And Present, New York, Amistad (distribué par Penguin USA), 1 octobre 1993, rééd. 7 février 2000, 338 p. (ISBN 9781567430301, lire en ligne)
- Finding Oprah's Roots : Finding Your Own, New York, Crown Publishing Group, 1er janvier 2007, 191 p. (ISBN 9780307382382),

### Directeur de publication
- Henry Louis Gates Jr. & Kwame Anthony Appiah (dir.), "Race," Writing, and Difference, University of Chicago Press Journals, 1985, rééd. 8 décembre 1992, 428 p. (ISBN 9780226284354),
- Henry Louis Gates Jr. (dir.) et Frederick Douglass, Olaudah Equiano, Harriet Ann Jacobs, Mary Prince, The Classic Slave Narratives, New York, Signet Classics, 1987, rééd. 1 janvier 2002, 693 p. (ISBN 9780451528247, lire en ligne),
- Henry Louis Gates (dir.), The Schomburg Library Of Nineteenth Century Black Women Writers, vol. 40 volumes, Oxford University Press, USA, 14 avril 1988, rééd. 16 mai 2002 (ISBN 9780195157703)[31],[32],
- Henry Louis Gates Jr. (dir.), Reading Black, Reading Feminist : A Critical Anthology, New York, Plume / Meridian Book, 30 octobre 1990, 548 p. (ISBN 9780452010451, lire en ligne),
- Henry Louis Gates Jr.& Frances Jalet-Miller (dir.), Bearing Witness : Selections from African-American Autobiography in the Twentieth Century, Pantheon, 6 août 1991, rééd. 17 novembre 1998, 385 p. (ISBN 9780679735205),
- Henry Louis Gates Jr. (dir.), Afrique Book Two : New Plays, UBU Repertory Theater, 1er janvier 1993, 309 p. (ISBN 9780913745335),
- Henry Louis Gates, Jr. & Nellie Y McKay (dir.), The Norton Anthology of African American Literature, New York, W. W. Norton & Co., 1996, rééd. 12 mars 1997, 2726 p. (ISBN 9780393959086, lire en ligne),
- Henry Louis Gates Jr. & William L. Andrews (dir.), Pioneers Of The Black Atlantic : Five Slave Narratives, 1772-1815, Washington, D.C., Civitas Books, 6 novembre 1998, 468 p. (ISBN 9781887178983, lire en ligne),
- Henry Louis Gates Jr. & Kwame Anthony Appiah, Dictionary Global Culture, New York, Knopf  (distribué par Random House), 29 décembre 1998, rééd. 7 juin 1999, 744 p. (ISBN 9780517409299, lire en ligne),
- Anthony Appiah & Henry Louis Gates Jr. (dir.), Africana : The Encyclopedia of the African and African-American Experience, New York, Oxford University Press, USA, janvier 1999, rééd. 7 avril 2005, 2152 p. (ISBN 9780195170559, lire en ligne),
- Hannah Crafts et Henry Louis Gates Jr. (dir.), The Bondwoman's Narrative, New York, Warner Book, 2 avril 2002, 420 p. (ISBN 9780446530088, lire en ligne),
- Henry Louis Gates Jr. (dir.), White Pages : Black Writers on Whites and Whiteness, Soft Skull Press, 2005, 220 p. (ISBN 9781932360899),
- Henry Louis Gates Jr. & Jennifer Burton (dir.), Call and Response : Key Debates in African American Studies, W. W. Norton & Company, 1er septembre 2005, 1135 p. (ISBN 9780393975789),
- Henry Louis Gates Jr. (dir.), The New Negro : Readings on Race, Representation, and African American Culture, 1892-1938, Princeton University Press, 8 octobre 2007, 591 p. (ISBN 9780691126524, lire en ligne),
- Henry Louis Gates Jr. & Evelyn Brooks Higginbotham (dir.), Harlem Renaissance Lives : From the African American National Biography, Oxford University Press, USA, 27 mars 2009, 595 p. (ISBN 9780195387957, lire en ligne),
- Henry Louis Gates Jr. & Maria Tatar (dir.), The Annotated African American Folktales, Liveright, 14 novembre 2017, 651 p. (ISBN 9780871407535)

## Filmographie (documentaires)
Henry Louis Gates a produit plusieurs documentaires pour la télévision et plus particulièrement pour le Public Broadcasting Service
- 1996 : From Great Zimbabwe to Kilimatinde, BBC/PBS, Great Railway Journeys,
- 1998 : The Two Nations of Black America,
- 1999 : Leaving Eldridge Cleaver, WGBH,
- 1999 : Wonders of the African World[34],
- 2004 : America Beyond the Color Line,
- 2006 : African American Lives,
- 2007 : African American Lives 2[35],
- 2009 : Looking For Lincoln[36],
- 2012 : Finding Your Roots[37],
- 2013 : The African American : Many Rivers to Cross (6 épisodes)[38]
- 2017 : Africa's Great Civilizations, PBS
- 2016 : Black America Since MLK[39],
- 2019 : Reconstruction: America after The Civil War (mini séries de 3 épisodes)[40],[41],
- 2019-2020 : Black History in Two Minutes (or so) ( série télévisée, 21 épisodes)
- 2021 : The Black Church: This Is Our Story, This Is Our Song  (documentaire télévisé)[42],[43],
- 2021 : Black Art: In the Absence of Light (documentaire),

## Prix et distinctions (sélection)
- 1981 : obtention d'une bourse de recherche décernée par la Fondation McArthur[44],
- 1989 : lauréat du Prix Anisfield-Wolf pour l'édition des trente volumes du The Schomburg Library of Nineteenth-Century Black Women Writers[45],
- 1992 : lauréat du Prix George-Polk, catégorie article social, décerné par l'université de Long Island pour son article Black Demagogues and Pseudo-Scholars paru dans le New York Times[46],[47],
- 1993 : élu membre de l'Académie américaine des arts et des sciences[48],
- 1994 : lauréat du Lillian Smith Book Award (en), décerné pat l'université de Géorgie pour son essai Colored People[49],[50],[51],
- 1994 : lauréat du Prix Heartland (en), décerné par le Chicago Tribune pour son essai Colored People[52]
- 1995 : lauréat du Golden Plate Award, catégorie enseignement et littérature, décerné par l'American Academy of Achievement[53],
- 1998 : récipiendaire de la National Humanities Medal décernée par la Fondation nationale pour les sciences humaines (Etats-Unis) /National Endowment for the Humanities [54],
- 1999 : élu membre de l'Académie américaine des arts et des lettres[55],[56],
- 2002 : élu par le National Endowment for the Humanities comme conférencier au titre de la Conférence Jefferson pour son essai The Trials of Phillis Wheatley[57],[58],[59],
- 2006 : cérémonie d'admission à la prestigieuse société des Fils de la révolution américaine après qu'il eut rédigé la généalogie de son ancêtre John Redman, un Afro-Américain qui a participé à la guerre d'Indépendance[60],[61],[62],[63],
- 2008 : lauréat du Ralph Lowell Award décerné par la Corporation for Public Broadcasting[64],
- 2018 : lauréat du Image Award décerné par la NAACP pour l'édition de The Annotated African American Folktales[65],
- 2019 : lauréat du Prix Heartland (en), décerné par le Chicago Tribune pour l'ensemble de son œuvre[66],
- 2021 : lauréat du Don M. Randel Award for Humanistic Studies décerné par l'Académie américaine des arts et des sciences pour ses contributions à l'histoire des Afro-Américains[67],[68],

## Pour approfondir

#### Notices dans des encyclopédies et manuels de références
- (en-US) Shari Dorantes Hatch & Michael R. Strickland, African-American Writers : A Dictionary, Santa Barbara, Calififornie, ABC-Clio Inc, 1er juin 2000, 491 p. (ISBN 9780874369595, lire en ligne), p. 135-137,
- (en-US) The Greenwood Encyclopedia of African American Literature, volume 2, Westport, Connecticut, Greenwood Press, septembre 2005, 833 p. (ISBN 9780313329746, lire en ligne), p. 609-612,
- (en-US) Notable African American Writers, Volume 1, Pasadena, Californie, Salem Press, 1er mars 2006, 449 p. (ISBN 9781587652738, lire en ligne), p. 432-442,
- (en-US) Philip Bader et Catherine Reef, African-American Writers, New York, Facts on File, 1er novembre 2010, 343 p. (ISBN 9780816081417, lire en ligne), p. 119-121,

#### Essais
- (en-US) Marylou Moran Kjeile, Henry Louis Gates, JR., Philadelphie, Pennsylvanie, Chelsea House Publications, coll. « African American Leaders » (réimpr. 2004, 2008, 2014) (1re éd. 2003), 120 p. (ISBN 9780791076873, OCLC 52554033, lire en ligne),
- (en-US) Corinne J. Naden et Rose Blue, Henry Louis Gates Jr., Chicago, Illinois, Raintree, coll. « African American Biographies », 2006, 72 p. (ISBN 9781410910417, lire en ligne),
- (en-US) Meg Greene, Henry Louis Gates, Jr. : A Biography, Santa Barbara, Californie, Greenwood, coll. « Greenwood Biographies » (réimpr. 2017) (1re éd. 2012), 216 p. (ISBN 9780313380464, OCLC 796267708, lire en ligne). ,

#### Articles anglophones

##### Années 1980-2000
- Joyce A. Joyce, « "Who the Cap Fit": Unconsciousness and Unconscionableness in the Criticism of Houston A. Baker, Jr., and Henry Louis Gates, Jr. », New Literary History, vol. 18, no 2,‎ hiver 1987, p. 371-384 (14 pages) (lire en ligne ),
- Charles H. Rowell, « An Interview With Henry Louis Gates, Jr. », Callaloo, vol. 14, no 2,‎ printemps 1991, p. 444-463 (20 pages) (lire en ligne ),
- Jerry W. Ward, Jr., « Interview with Henry Louis Gates, Jr. », New Literary History, vol. 22, no 4,‎ automne 1991, p. 927-935 (9 pages) (lire en ligne ),
- Myra Jehlen, « Response to Professor Henry Louis Gates, Jr. », American Literary History, vol. 3, no 4,‎ hiver 1991, p. 728-732 (5 pages) (lire en ligne ),
- Ali A. Mazrui, « A Preliminary Critique of the TV Series by Henry Louis Gates, Jr. », The Black Scholar, vol. 30, no 1,‎ printemps 2000, p. 5-6 (2 pages) (lire en ligne ),
- Martin Kilson, « Master of the Intellectual Dodge: A Reply to Henry Louis Gates », The Black Scholar, vol. 30, no 1,‎ printemps 2000, p. 23-29 (7 pages) (lire en ligne ),
- Ali A. Mazrui, « A Millennium Letter to Henry Louis Gates, Jr.: Concluding a Dialogue? », The Black Scholar, vol. 30, no 1,‎ printemps 2000, p. 48-51 (4 pages) (lire en ligne ),
- Michael C. Mbabuike, « Wonders Shall Never Cease: Decoding Henry Louis Gates's Ambiguous Adventure », Journal of Black Studies, vol. 31, no 2,‎ novembre 2000, p. 232-246 (15 pages) (lire en ligne ),

##### Années 2001-2010
- Martin Kilson, « Black Intellectual As Establishmentarian : Henry Louis Gates' Odyssey », The Black Scholar, vol. 31, no 1,‎ printemps 2001, p. 14-29 (16 pages) (lire en ligne ),
- « Henry Louis Gates Jr. to continue at Harvard », The Harvard Gazette,‎ 5 décembre 2002 (lire en ligne ),
- « Gates inducted to Sons of the American Revolution », The Harvard Gazette,‎ 20 juillet 2006 (lire en ligne ),
- « Black Studies at the Crossroads: A Discussion with Henry Louis Gates Jr. », The Journal of Blacks in Higher Education, no 55,‎ printemps 2007, p. 58-64 (7 pages) (lire en ligne ),
- Joyce Ann Joyce, « A Tinker's Damn: Henry Louis Gates, Jr., and "The Signifying Monkey" Twenty Years Later », Callaloo, vol. 31, no 2,‎ printemps 2008, p. 370-380 (11 pages) (lire en ligne ),
- « The Front Porch Arrest of Professor Henry Louis Gates Jr. », The Journal of Blacks in Higher Education, no 64,‎ été 2009, p. 8-9 (2 pages) (lire en ligne ),
- « Afterword: The Inescapable Socio-Political Weight of Race: A Critical Analysis of President Barack Obama's, Professor Henry Louis Gates's, and Sgt. James Crowley's Racial Controversy », Counterpoints, vol. 351,‎ 2010, p. 203-211 (9 pages) (lire en ligne ),
- Barbara Antoniazzi, « "(Un) forgivable Blackness" and the Oval Office. Jack Johnson and Henry Louis Gates at the Postracial White House », Race, Gender & Class, vol. 17, nos 3/4,‎ 2010, p. 9-18 (10 pages) (lire en ligne ),

##### Années 2011-2020
- Kehbuma Langmia, « Debunking the Truth trough a Video Documentary :A Case Study of Henry Louis Gates' "Wonder of the African World" », ournal of Third World Studies, vol. 31, no 2,‎ 2014, p. 83-99 (17 pages) (lire en ligne ),
- Houston A. Baker, « The Urge to Adorn: Generational Wit and the Birth of "The Signifying Monkey" », Early American Literature, vol. 50, no 3,‎ 2015, p. 831-842 (12 pages) (lire en ligne ),
- Fikru Negash Gebrekidan, « Ethiopia in Black Studies from W. E. B. Du Bois to Henry Louis Gates, Jr. », Northeast African Studies, vol. 15, no 1,‎ printemps 2015, p. 1-34 (34 pages) (lire en ligne ),
- John Maddox et Michael Steinkampf, « Continuing the Revolution: A Critical Analysis of Henry Louis Gates' "Cuba: The Next Revolution" », Afro-Hispanic Review, vol. 34, no 1,‎ printemps 2015, p. 71-85 (15 pages) (lire en ligne ),
- Marcus Wicker, « Silencer on the Arrest of Professor Henry Louis Gates Jr. after Sassing an Officer Who Assumed He'd Unlawfully Entered His Own Home », The Iowa Review, vol. 47, no 2,‎ 2017, p. 22 (1 page) (lire en ligne ),
- Maryam Jalali Farahani et Fazel Asadi Amjad, « What Does Lorraine Hansberry as an African-American Playwright do in the  Drinking Gourd  An Analysis of Henry Louis Gates Viewpoints », Revista de Letras, vol. 58, no 2,‎ second semestre 2018, p. 141-156 (16 pages) (lire en ligne ),

##### Années 2021-
- Alison Franklin, « Gates recognized for his scholarship in the humanities », The Harvard Gazette,‎ 27 janvier 2021 (lire en ligne ),
- David Remnick, « How Henry Louis Gates, Jr., Helped Remake the Literary Canon », The New Yorker,‎ 19 février 2022 (lire en ligne ),
- David W. Oxtoby, Nancy C. Andrews et David M. Rubenstein., « Honoring Henry Louis Gates, Jr. », Bulletin of the American Academy of Arts and Sciences, vol. 75, no 4,‎ été 2022, p. 16-30 (15 pages) (lire en ligne ),